# Arbeitseinsatz
Arbeitseinsatz ist in der Wirtschaft die von einer Arbeitskraft aufgrund ihrer Arbeitsmotivation und Leistungsmotivation erbrachte Arbeitsleistung.   

## Allgemeines
Der Begriff Arbeitseinsatz besitzt zwei unterschiedliche Begriffsinhalte. Historisch ist er mit der Sozialpolitik im Nationalsozialismus verbunden, insbesondere der Arbeitsbeschaffung durch planmäßige Mobilisierung und Lenkung von deutschen Arbeitskräften in der Landwirtschaft nach den übergeordneten Gesichtspunkten der nationalsozialistischen Kriegswirtschaft. Am 15. Mai 1934 wurde hierzu das Gesetz zur Regelung des Arbeitseinsatzes erlassen. Danach unterlag etwa die Einstellung bestimmter Arbeitskräfte der Zustimmung der Reichsanstalt für Arbeitsvermittlung und Arbeitslosenversicherung. Die Reichsanstalt konnte auch Entlassungen anordnen. Mit dem Begriff „Arbeitseinsatz“ sollten hierin, dem bisherigen Sprachgebrauch folgend, noch vor Beginn des Zweiten Weltkriegs Militär und Krieg assoziiert werden. Ab 1942 war Fritz Sauckel als Generalbevollmächtigter für den Arbeitseinsatz für den Einsatz der sogenannten Fremd- und Ostarbeiter im Deutschen Reich sowie in den von der deutschen Wehrmacht im Zweiten Weltkrieg besetzten Gebieten zuständig.
Heute ist der Begriff des Arbeitseinsatzes ein in der Betriebswirtschaftslehre und Volkswirtschaftslehre häufig benutzter Begriff im Zusammenhang mit dem Produktionsfaktor Arbeit. Die Mühe des Arbeitseinsatzes erzeugt für den Arbeitnehmer das Arbeitsleid, das durch das Arbeitsentgelt ausgeglichen werden soll.

## Betriebswirtschaftslehre
In der Betriebswirtschaftslehre wird der Arbeitseinsatz zuweilen mit der Arbeitsproduktivität gleichgesetzt, etwa als betriebswirtschaftliche Kennzahl durch die Anzahl der geleisteten Arbeitsstunden oder die Anzahl der Beschäftigten. Doch ist die Arbeitsproduktivität ({\displaystyle AP}) das Verhältnis zwischen dem Arbeitsergebnis (Arbeitsleistung) und dem hierzu erforderlichen Arbeitseinsatz:
{\displaystyle AP={\frac {\text{Ausbringungsmenge}}{\text{Arbeitseinsatzmenge}}}}.
Mithin ist der Arbeitseinsatz der Input des Produktionsfaktors Arbeit. 
Bereits Stefan Lorentz erkannte 1932 ein Spannungsverhältnis zwischen Arbeitseinsatz und Arbeitsergebnis: Auch Walter Thoms sah 1940 eine polare Spannung zwischen dem Arbeitseinsatz und dem Arbeitsergebnis: „Die Leistung ist die Synthese von Arbeitseinsatz und Arbeitsergebnis. Arbeitseinsatz und Arbeitsergebnis gehören unmittelbar zusammen. Sie bedingen sich und fördern sich gegenseitig ganz zwangläufig.“ Bei niedriger Arbeitsmotivation und Leistungsmotivation ist auch der Arbeitseinsatz gering und umgekehrt.
Die Unternehmensziele sollen mit möglichst geringem Arbeitseinsatz (Minimalprinzip) beziehungsweise bei einem gegebenen Arbeitseinsatz größtmöglich erreicht werden (Maximalprinzip).

## Makroökonomie
In der makroökonomischen Produktionstheorie wird der Arbeitseinsatz des Produktionsfaktors Arbeit für die Ermittlung der volkswirtschaftlichen Kennzahl der Arbeitsproduktivität {\displaystyle P} herangezogen, wobei dem Arbeitseinsatz ({\displaystyle A}) das Arbeitsvolumen ({\displaystyle Q}) gegenübergestellt wird: 
{\displaystyle P={\frac {\text{Q}}{\text{A}}}}.
Die Arbeitsproduktivität steigt, wenn das Arbeitsvolumen bei gleichbleibendem Arbeitseinsatz zunimmt und umgekehrt. Der Arbeitseinsatz soll dazu beitragen, das größtmögliche Arbeitsergebnis zu erzielen. Die Unternehmen erhöhen also den geplanten Arbeitseinsatz bis zu dem Punkt, in dem der Grenzgewinn gleich null und die Grenzproduktivität der Arbeit dem Reallohnniveau entspricht.
Die volkswirtschaftlichen Produktionsverhältnisse spiegeln sich in einer aggregierten Produktionsfunktion wider. Sie beschreibt den Zusammenhang zwischen der gesamtwirtschaftlichen Güterproduktion {\displaystyle X} und den hierzu eingesetzten Produktionsfaktoren:
{\displaystyle X=X(K,A)}.
Als Produktionsfaktoren dienen hier das Sachkapital {\displaystyle K} und der in Arbeitsstunden gemessene Arbeitseinsatz {\displaystyle A}. 
Durch den Arbeitseinsatz empfindet der Arbeitnehmer Arbeitsleid, welches positiv mit der gewählten Anstrengung korreliert und seinen Nutzen (Freizeit) schmälert (Disnutzen). Das erzielte Arbeitsentgelt soll das erlittene Arbeitsleid ausgleichen und stellt einen Nutzen für den Arbeitnehmer und Personalkosten für den Arbeitgeber dar. Entsprechend verursacht die Arbeitsleistung Arbeitsleid und Opportunitätskosten.

## Personalwesen
Im Personalwesen wird der Arbeitseinsatz als Synonym für Fleiß oder Engagement verwendet und in dieser Form bei Beurteilungen (Leistungsbeurteilung, Mitarbeiterbewertung oder dienstliche Beurteilung) eingesetzt. Beamte haben sich nach § 61 Abs. 1 BBG mit vollem persönlichem Einsatz ihrem Beruf zu widmen.